# Roosevelt (Washington)
Roosevelt az Amerikai Egyesült Államok északnyugati részén, Washington állam Klickitat megyéjében elhelyezkedő statisztikai település. A 2010. évi népszámlálási adatok alapján 156 lakosa van.
A településnek egy általános iskolája van, melynek fenntartója a Roosevelti Tankerület.

## Éghajlat
A település éghajlata mediterrán (a Köppen-skála szerint Csb).
| Hónap                         | Jan.  | Feb.  | Már.  | Ápr. | Máj. | Jún. | Júl. | Aug. | Szep. | Okt.  | Nov.  | Dec.  | Év    |
| ----------------------------- | ----- | ----- | ----- | ---- | ---- | ---- | ---- | ---- | ----- | ----- | ----- | ----- | ----- |
| Rekord max. hőmérséklet (°C)  | 18,9  | 23,3  | 27,2  | 36,1 | 41,7 | 43,3 | 45,6 | 46,1 | 40,0  | 31,7  | 28,9  | 23,7  | 46,1  |
| Átlagos max. hőmérséklet (°C) | 5,0   | 7,8   | 13,3  | 17,8 | 22,8 | 27,2 | 32,2 | 31,7 | 26,1  | 18,3  | 9,4   | 3,9   | 18,0  |
| Átlagos min. hőmérséklet (°C) | −1,1  | −0,6  | 2,2   | 5,6  | 10,0 | 13,3 | 16,7 | 16,1 | 11,1  | 5,6   | 1,7   | −1,7  | 6,6   |
| Rekord min. hőmérséklet (°C)  | −31,7 | −30,6 | −18,0 | −6,7 | −3,3 | 2,2  | 6,1  | 4,4  | −3,3  | −11,7 | −20,6 | −26,7 | −31,7 |
| Átl. csapadékmennyiség (mm)   | 35    | 26    | 20    | 17   | 18   | 12   | 3    | 6    | 11    | 17    | 30    | 41    | 236   |
| Forrás: The Weather Channel   |       |       |       |      |      |      |      |      |       |       |       |       |       |

## Népesség
A település népességének változása:
| Lakosok száma | 79   | 156  | 152  |
|               | 2000 | 2010 | 2020 |